# Єгоров Дмитро Миколайович
Дмитро Миколайович Єгоров (рос. Дмитрий Николаевич Егоров; 27 січня 1975, Тойбохой, Якутська АРСР — 9 вересня 2023, Новомайорське, Україна) — російський військовик, рядовий ЗС РФ. Герой Російської Федерації.

## Біографія
Представник сім'ї спадкових військовиків. В 1991 році закінчив Арилаську середню загальноосвітню школу. В 1993/94 роках проходив строкову службу в танковий військах в Борзі. Після звільнення в запас працював в Бурятії, в тому числі пічником.
Після початку вторгнення в Україну вступив добровольцем в ЗС РФ, стрілець стрілецького відділення стрілецького батальйону 155-ї окремої бригади морської піхоти. Загинув у бою.

## Нагороди
- Медаль «За зміцнення бойової співдружності»;
- Звання «Герой Російської Федерації» (9 жовтня 2023, посмертно) — «за мужність і героїзм, проявлені під час виконання військового обов'язку.» 10 жовтня медаль «Золота зірка» була вручена рідним Єгорова начальником штабу Тихоокеанського флоту віцеадміралом Сергієм Рекішем;
- Звання «Герой Донецької Народної Республіки» (21 листопада 2023, посмертно).